# Триборид гептарения
Триборид гептарения — бинарное неорганическое соединение
рения и бора
с формулой Re7B3,
кристаллы.

## Получение
- Сплавление стехиометрических количеств чистых веществ:

{\displaystyle {\mathsf {7Re+3B\ {\xrightarrow {2000^{o}C}}\ Re_{7}B_{3}}}}

## Физические свойства
Триборид гептарения образует кристаллы
гексагональной сингонии,
пространственная группа P 63mc,
параметры ячейки a = 0,7504 нм, c = 0,4722 нм, Z = 2,
структура типа гептаторийтрижелеза Fe3Th7
.
Соединение образуется по перитектической реакции при температуре ≈2000°С и
имеет небольшую область гомогенности.
При температуре 3,3 К соединение переходит в сверхпроводящее состояние
.